# Сельское поселение «Село Корекозево»
Сельское поселение «Село Корекозево» — муниципальное образование в составе Перемышльского района Калужской области России.
Центр — село Корекозево.

## Население
| 2010  | 2012  | 2013  | 2014  | 2015  | 2016  | 2017  |
| ----- | ----- | ----- | ----- | ----- | ----- | ----- |
| 1201  | ↘1163 | ↘1143 | ↘1104 | ↗1154 | ↗1177 | ↗1198 |
| 2018  | 2019  | 2020  | 2021  |       |       |       |
| ↗1205 | ↘1150 | ↗1152 | ↗1213 |       |       |       |

## Состав сельского поселения
В поселение входят 8 населённых мест:
| № | Населённый пункт | Тип населённого пункта       | Население |
| - | ---------------- | ---------------------------- | --------- |
| 1 | Бушовка          | деревня                      | ↗12       |
| 2 | Вольня           | деревня                      | ↘5        |
| 3 | Вороново         | деревня                      | ↘21       |
| 4 | Голодское        | деревня                      | ↘36       |
| 5 | Голчань          | деревня                      | ↘19       |
| 6 | Киреево          | деревня                      | ↘10       |
| 7 | Корекозево       | село, административный центр | ↘1041     |
| 8 | Мехово           | деревня                      | ↘57       |